# Woerden
Woerden este o comună și o localitate în provincia Utrecht, Țările de Jos. Datorită locației centrale între Amsterdam, Rotterdam, Haga si Utrecht, și legăturilor feroviare și rutiere excelente cu aceste orașe, este un oraș popular pentru navetiștii care lucrează în aceste orașe.

## Localități componente
- De Meije
- Harmelen
- Kamerik
- Kanis
- Woerden
- Zegveld

## Istorie
Râul Oude Rijn curgea prin centrul orașului Woerden, dar în 1960 cursul vechiului râul a fost deturnat în jurul centrului orașului. 
Orasul are o istorie îndelungată și bogată în producția și comerțul cu brânză; de ani de zile brânza Gouda pentru piața interna și internațională se produce în această regiune. Woerden încă are piața sa de brânză originală, din 1885, situată în centrul orașului.

### Castellumul roman
Albia din aval a râului Linschoten de la Montfoort și Linschoten până la Woerden a secat de o lungă perioadă de timp și cursul său a fost deviat prin râurile Lek și Hollandse IJssel, dar la un moment dat a fost o importantă ramură a deltei Rinului, conectând Rin de Jos de la Wijk bij Duurstede la Oude Rijn în apropiere de Woerden. Lângă fosta confluență a fost un loc ușor mai ridicat decât împrejurimile, un dig natural, care, într-o zonă predispusă la inundații, a făcut-o o locatie atractiva de populare.
Aici, în cel mai înalt punct, romanii au construit un castellum (Castellum Laurum), ca parte a Imperiului Roman și astfel, parte din liniile de apărare a frontierei de nord a Imperiului Roman. Primul castellum a fost construit in jurul anului 40 AD, și a fost distrus în 69 AD în timpul rebeliunii Batave. În 70 AD castellumul a fost reconstruit, iar romanii au rămas până la 402 AD, cu o pauză în jurul anilor 275-300 AD.
Castellum a fost situat pe locația prezentă a siteului medieval Petruschurch și a curții bisericii din jur. În timpul lucrărilor de construcție a unei noi parcări subterane in centrul orașului Woerden, au fost descoperite rămășițele a numeroase clădiri romane vechi și o navă de marfă romană. În timpul lucrărilor de cercetare, au ieșit la iveală multe informații despre perioada romană din Woerden: locația castellumului, zona șanțurilor cu apă si intrarea principală.

### Evul mediu
Puțin este cunoscut despre perioada de după plecarea romanilor din 402 AD. Se poate presupune că au continuat să locuiască oameni aici, dar nu există dovezi arheologice. Zona a fost disputată între frizieni și franci. Regele francilor, Dagobert I a cucerit zona în jur de 630, și o mică biserică a fost ridicată in apropiere, în Utrecht. În jurul anului 650 s-au întors și au distrus biserica francă din Utrecht, și regele frizon și-a stabilit curtea acolo. Apoi, în 689 regele Redbad a fost învins de către ducele franc Pippin de Herstal în bătălia de la Dorestad și francii au recâștigat controlul asupra zonei. Regele Redbad a recucerit Utrecht după ce Pippin a murit în 714, dar victorie frizonă a fost de scurtă durată: ducele Charles Martel l-a învins pe Redbad în 718, iar în 734, Charles Martel i-a învins pentru totdeauna pe frizoni în Bătălia de la Boarn.
Misionaria au urmat după cuceritorii franci: În 695 AD Willibrord, cunoscut sub numele de "Apostol Frizonilor a devenit episcop de Utrecht, cu unele întreruperi din cauza incursiunilor frizone. Boniface a lucrat aici între 719-722. Liudger a rapoartat că Boniface a predicat în Wyrda, referindu-se la Wierde, însemnând că acest loc era pe un promontoriu mai înalt. În jur de 850 AD episcopul a trebuit să plece din nou, de această dată, din cauza jefuitorilor vikingi. Episcopul Balderik a revenit la Utrecht în 918, după ce a amenințarea vikingă s-a diminuat. Episcopul pretinde Woerden ca parte a jurisdictiei sale: Într-o listă întocmită între 918 și 948 se menționează -In UUrdin totum Sancti Martini- insemnând -În Woerden totul aparține de Saint Martin, adică biserica din Utrecht-.

### Între episcop și conte
Episcopul de Utrecht a primit terenuri, în primul rând de la regii franci, și mai târziu de la împărații Sfîntului Imperiu Roman, în special de la  Otto I. În anul 1024 episcopii au fost făcuți Prinți ai Sfântului Imperiu Roman și noua episcopiei princiară din Utrecht a fost formată.
În jurul anului 1000 AD așezarea se limitata la albia râului, restul fiind mlaștini. Episcopii au folosit noua lor autoritate pentru a stimula folosirea terenurilor neutilizate. Concesii au fost acordate pentru coloniști, care au desecat mlaștinile, săpând șanțuri de la râuri și întinzându-se de aproximativ 1 kilometru în interior, creând astfel grila caracteristică a câmpurilor vizibilă și astăzi. În jur de 1300 AD acest proces a fost finalizat.
Între timp un teritoriu concurent s-a dezvoltat la vest, de-a lungul coastei. Cunoscută inițial sub numele de Frisia de Vest s-a redenumit în Olanda când Floris al II-lea, Conde de Olanda și-a mutat curtea la Leiden în 1101. Conții de Olanda si-au extins influența lor, și din 1165 au construit un fort numit Svadeburg, langa prezentul Zwammerdam, la 10 kilometri vest de Woerden. În jur de 1160, Episcopul Godfried van Rhenen a construit un castel în Woerden. Iarăși, Woerden a devenit un oraș de frontieră între două puteri beligerante, o situație care a durat până în 1527, atunci când episcopul de Utrecht a vândut teritoriul său împăratului Carol al V-lea și stfel cele două țstatelets țărișoare au fost reunite sub conducerea lui Carol. Datorită locației sale strategice la granița între Comitatul Olanda și Episcopatul Utrecht, diferite razboaie s-au luptat în și în jurul Woerden de diferite căpetenii ale acestor domenii.
De la circa 1131-1296 familia Van Woerden a dominat afacerile locale din Woerden, mai mulți descendenți ai familiei sunt cunoscuți sub numele de Herman van Woerden. Initial au fost administratorii castelului pentru episcop, dar cu timpul au încercat să devină independenți. În 1274 Herman al VI-lea van Woerden a format o alianță cu Gijsbrecht al IV-lea van Amstel, și s-au revoltat împotriva episcopului ales Ioan de Nassau. În 1278 Floris V, Conte de Olanda a intervenit pe partea mult slăbita a episcopului, și a învins căpeteniile rebele. Gijsbrecht a fost luat prizonier și Herman a plecat în exil. În 1281 lui Floris al V-lea au fost acordate terenurile căpeteniilor rebele, inclusiv Amsterdam și Woerden. În acordul de pace din 1288, Floris a restabilit posesia lui Woerden pentru Herman van Woerden, dar acum ca un vasal al contelui. Cu toate acestea, Herman nu se dovedește a fi un vasal de încredere: în 1296 umilita capetenie Gijsbrecht IV van Amstel și Herman van Woerden au intrat pe scena din nou, ca parte a unui complot. Împreună cu Gerard van Velzen au capturat contele Floris în timpul unei partide de vânătoare și l-au asasinat. Ca urmare, Gerard van Velzen a fost ucis, iar Herman van Woerden a mers din nou în exil. În 1300 John II, Conte de Olanda acordat de capetenia Woerden fratelui sau Guy de Avesnes, care a devenit episcop de Utrecht în anul următor. În 1311 Guy a returnat de capetenie nepotului său, contele William al III-lea, și Woerden a rămas parte a Olandei.
În jur de 1370 primarul Willem van Naaldwijk a ordonat construirea de ziduri de aparare si un șanț pentru a fortifica orasul, pentru a apăra Olanda de reînnoita ostilitate cu Utrecht. Woerden a primit drepturile de oraș de la Albert I, Duce de Bavaria, și Conte de Olanda, în 1372, chiar dacă Woerden era încă un oraș mic, care adăpostea doar aproximativ 720 de cetățeni. Aproximativ în același timp biserica Petruschurch a fost construit; parte a turlei incă supraviețuiește și azi. În 1410 Ioan III, Ducele de Bavaria - Straubing - a ordonat să fie construit castelul din Woerden și în 1510 s-a construit primăria. Aceste clădiri există încă, deși castelul a fost renovat și modificat extensiv de-a lungul anilor.
Pe data de 1 noiembrie 1425 Woerden a ales partea lui Philip cel Bun, în conflict cu Jacoba van Beieren, după ce Philip a confirmat privilegiile orașului și a promis că stăpânirea Woerden nu va fi separată de comitatul Olandei prin acordarea ei către altcineva. În timpul domniei lui ducelui de Burgundia, Filip cel Bun (1419-1467) și Carol Pleșuvul (1467-1477), Woerden s-a bucurat de o perioadă de pace fără precedent, și deja în 1477 populația ei aproape s-a triplat, la aproximativ 1920. Moartea lui Charlol Pleșuvul înaintea porților din Nancy a fost preludiul unei neliniști reînnoite, atât cu Utrecht cât și cu Ducatul de Guelders, iar orașul a suferit dificultăți economice, din cauza aceasta.

### Eretici și rebelii
Domnia lui Carol V a fost o perioadă de relativă pace și prosperitate pentru Woerden, în ciuda neliniștii religioase. În aprilie 1522 Charles V a indorus Incheziția în Țările de Jos.
Johannes Pistorius Woerdensis (Jan de Bakker), un preot catolic, a fost primul predicator din Olanda de Nord martirizat ca rezultat direct al lui convingerilor sale religioase, tatăl sau a fost un gropar în Woerden  și, de asemenea chiriaș de la fabrica de cărămidă, astfel că numele său derivăat de la această profesie.
Jan de Bakker a fost un elev de Johannes Rhodius (Hinne Rode), director al Scoalii St Jerome din Utrecht. Rode a fost un proponent al Sacramentarianismului, și în 1520 tatăl sâu l-a chemat înapoi la Woerden, probabil îngrijorat din cauza acestor puncte de vedere eretice. Jan s-a mutat la Leuven, iar în 1522 și-a finalizat educația acolo. El a revenit la Woerden, a fost hirotonit ca preot în Utrecht, și a ajutat tatal ca gropar și diacon.
Jan a început să se răspândească opiniile sale eretice și, în mai 1523, el și un alt preot au fost arestați de către administratorul castelului. După o scurtă perioadă au fost eliberați, și se consideră că cei doi au călătorit la Wittenberg, dar nu există nici o dovadă că s-au întâlnit cu Martin Luther. După ce a revenit și-a continuat predicile, și conflictul cu Biserica Romano-Catolica a fost agravat de faptul că el a rupt celibatul și s-a căsătorit. În noaptea de 9 mai 1525, a fost arestat și a doua zi a fost transferat la Haga, unde a apărut înaintea Inchiziției. El a fost dez-hirotonisit și condamnat la moarte, iar pe 15 septembrie 1525 a fost ars pe rug la Haga. Văduva lui și-a salvat viața pocăindu-și ereziile și și-a trăit restul vieții apoi într-o mănăstire.
Magistrații orasul Woerden au fost toleranți față de confesiunea luterana. În 1566, aceasta a dus la o confruntare cu Eric, ducele de Braunschweig, care a fost conducatorul lui Woerden de la momentul respectiv.
Deși Eric de Braunschweig (1528 - 1584) a fost crescut ca luteran, s-a convertit la catolicism in 1547, spre regretul mamei sale Elisabeta de Brandenburg. Eric a servit ca și comandant în armatele lui Carol V și Filip II, și a luptat de partea lor în războiul Schmalkaldic (1546-1547) și războiul franco-habsburgic (1551-1559). În timpul bătăliei de la St. Quentin (1557), se distinge prin capturarea mareșalilor francezi Anne de MONTMORENCY și Jacques d'Albon de Saint-André. Acești prizonieri au fost foarte importanți pentru Filip II pe post de obiect de negociere în timpul negocierilor pentru tratatul de pace de la Cateau-Cambrésis. În 1558 Filip II a acordat Ducelui Eric de Braunschweig stăpânirea asupra Woerden ca și compensare, cu toată obiecția magistraților orașului Woerden care au considerat că acest lucru a fost o încălcare a promisiunilor făcute de către Filip cel Bun, în 1425.
În urma revoltelor iconoclastice care au maturat țara în 1566 un proeminent cetățean al Woerden, Warnaer Claesz, a petitionat magistrații orașului să introducă Mărturisire Augsburg . Ca măsură de precauție, magistrații orașului au sos icoane si alte bunuri de valoare din biserica si le-au stocat într-un loc sigur, și a au închis biserica. Curtea Olandei au fost de acord cu acțiunile întreprinse de către magistrații orașului, dar Eric - ducele de Braunschweig - s-a opus, cerand să fie restaurat cultul catolic. Magistrații orasul au întârziat, punand la indoiala autoritatea sa în această problemă. Ducele Eric a răspuns prin adunarea unei mici armatw și forțand magistrații orașului a se conforma.
Ducele Eric a fost, de asemenea responsabil pentru suprimarea rebeliunii lui Hendrik van Brederode, capetenie de Vianen. După ce armata rebelă a fost invinsă in Batalia de la Oosterweel (13 martie 1567), Eric de Braunschweig a capturat Vianen pe 5 mai 1567.
În istoria de mai târziu, orasul a cunoscut ocupația spaniolă (1575, 1576) și franceză (1672, 1673 și, în mod dezastruos în 1813).

## Personalități născute în Woerden
- Jan de Bakker, cunoscut ca Jan van Woerden (1499-1525) - martir protestant
- Herman van Swanevelt (1604-1655), pictor
- Herman de Man (1898-1946) - romancier
- Peter Prijdekker (n. 1948) - înotător
- Simone Angel (n. 1971) - VJ și de cântăreață
- Evert Willemsz. Bogaert (latinizat Everardus Bogardus) (1607-1647) al doilea ministru hirotonit de Biserica reformată olandeză pe insula Manhattan in New Netherland.